# Seram Rei
Seram Rei is een eiland in de Molukken (Indonesië). Het is 2 km² groot en steekt nauwelijks boven de zeespiegel uit. Er komt slechts één zoogdier voor, de vleermuis Pteropus chrysoproctus.